# Donna Troy
Donna Troy est une super-héroïne des comic books publiés par DC Comics. Elle est la Wonder Girl d'origine et adopta plus tard le nouvel alias Troia. Créée par Bob Haney et Bruno Premiani, elle apparaît pour la première fois dans The Brave and the Bold vol. 1 no 60 (juillet 1965). Donna a été couramment présentée dans des histoires des Teen Titans, équipe qu'elle a rejoint au cours de leur deuxième aventure et est depuis décrite comme membre fondateur de celle-ci.
En 2011, Donna Troy est classée 93e dans le « Top 100 Comic Book Heroes of All Time » du site IGN. Elle apparaît dans de nombreuses séries télévisées et films.

## Biographie fictive

### Création du personnage
Après le remaniement des comics qui résulte de l'ouvrage Seduction of the Innocent de Fredric Wertham, DC cherche un moyen de faire accepter le personnage de Wonder Woman aux parents. Une des approches choisies fut la série "Impossible Tales" dans laquelle Diana Prince se retrouve pour diverses raisons face à des versions d'elle-même plus jeune, créant ainsi une Wonder Family. Une version adolescente de Wonder Woman fut nommée Wonder Girl. Par la suite, à partir de Wonder Woman #123 (juillet 1961), l'appelation "Impossible Tale" disparaît. Wonder Girl devient alors un personnage à part entière et non plus une copie de Diana.
La première apparition de Wonder Girl  en tant que petite sœur de Wonder Woman, se fait dans The Brave and the Bold #60 (juillet 1965), où elle apparaît comme membre de la Ligue de Justice junior, appelés les Teen Titans. Ce groupe consiste en Robin (Dick Grayson), Kid Flash (Wally West) et Aqualad (chacun respectivement l'apprenti de Batman, The Flash et Aquaman). Après leur apparition dans Showcase #59 (décembre 1965), les Titans deviennent les personnages principaux de leur propre série, Teen Titans, dont le premier numéro sort en février 1966.
Le scénariste Marv Wolfman et le dessinateur Gil Kane créent des origines au personnage dans Teen Titans #22  ainsi qu'un nouveau costume. Cette histoire établit que Wonder Girl fut sauvée d'un incendie par Wonder Woman lorsqu'elle était encore toute jeune. Ses parents étant morts, Wonder Woman l'emmèna sur Themyscira, où la reine Hippolyte l'éleva comme sa fille. Wonder Girl aurait reçu ses pouvoirs d'Amazone grâce au Rayon pourpre de l'île. En 1969, Wonder Girl revêt un costume rouge moulant ; elle se fait appelée "Wonder Girl" ou "Wonder Chick" par ses camarades et adopte l'identité secrète de Donna Troy.
Donna continue au sein des Titans jusqu'à l'arrêt de la série au numéro 43 en février 1973. Elle fait toujours partie de l'équipe lorsque celle-ci se reforme en novembre 1976. Mais Teen Titans est de nouveau annulé en février 1978 : durant ce dernier numéro, Donna et les autres membres de l'équipe se séparent.

### AprèsCrisis on Infinite Earths
La mini-série Crisis on Infinite Earths (1985-1986) réécrit l'histoire de nombreux personnages DC. Wonder Woman est réintroduite dans Wonder Woman vol. 2 #1 (février 1987) comme étant une nouvelle arrivante de Themyscira. Les origines de Wonder Girl sont donc reconnectées à celle de Wonder Woman, pour la cohérence. Dans l'histoire "Who is Wonder Girl?" parue dans The New Titans #50-54, les Titans originaux enrôlent Donna contre Sparta of Synriannaq. Il est révélé que la titane Rhéa a sauvé Donna d'un feu ; Donna et Sparta font partie des 12 orphelins élevés par les Titans dans le but de potentiellement leur succéder un jour.
Ces orphelins se sont vus remettre des super-pouvoirs, et furent nommés en l'hommage à de vieilles cités grecques. Ainsi Donna Troy (Troy désignant la ville de Troie en anglais) a oublié l'époque où elle se trouvait avec les Titans originaux pour être réintégrée au sein de l'humanité en attendant sa destinée.

### Lord Chaos
Lord Chaos est un tyran issu d’un futur alternatif dans l’univers DC Comics. Il est le fils de Donna Troy et de Terry Long. Pour empêcher son règne, une équipe de héros appelée les Team Titans voyage dans le passé afin d’empêcher sa naissance. L’intrigue se conclut par une solution alternative, évitant le meurtre de Donna Troy et modifiant le futur.

## Commentaires sur le personnage
Le personnage de Donna Troy fut l'objet de plusieurs modifications, notamment au sujet de ses origines. Marv Wolfman écrit ceci :
“J'ai écrit les prémices des origines de Donna dans la première publication des Titans. Elle n'en avait pas encore, ce n'était, en fait, pas un "vrai" personnage. C'était un copié-collé de Wonder Woman en version adolescente. Cette première histoire lui donna un nom, Donna Troy, et permis par la suite de lui créer de véritables origines. Malheureusement, apres Crisis on Infinite Earths et la refonte du personnage de Wonder Woman, nous avons du faire marche arrière, cette dernière étant née sur Terre n'aurait pu sauver Donna de l'incendie qui tua ses parents. Je voulait des origines simples pour elle. Je suis donc arrivé avec l'histoire originale, puis [dans "Qui est Donna Troy"] George [Pérez] et moi avons élaboré sur ce qui avait été fait, lui donnant la réelle connaissance de qui elle était. J'aimerais beaucoup dire que tout ce qui s'est déroulé après "Qui est Donna Troy" devrait être oublié, mais la continuité scénaristique devait être ainsi, hélas.”
Avec John Byrne, Donna redevient une copie conforme de Wonder Woman, créée par la sorcière amazone Magala qui utilise un sort pour donner la vie à une amie de l'âge de la jeune princesse Diana. Ce doublon est enlevé par l'ennemie de Wonder Woman durant la Seconde Guerre Mondiale,Dark Angel. Cette dernière force Donna à subir plusieurs morts, avant de la ressusciter à chaque fois. Hippolyte et Wonder Woman essaie de sauver Donna, mais Dark Angel la détruit plutôt que de la libérer de ses griffes. Avec l'aide de Wally West, Donna est recréée sous la forme d'un golem ; le dessin de Wally étant incomplet, Donna se retrouve avec de gros trous de mémoire. Par la suite, Dark Angel tente d'effacer sa mémoire : un conflit l'oppose aux Titans et à leur copie alternative de la publication Kingdom Come. Durant la bataille, Donna subit un lavage de cerveau avant d'être reprogrammée avec son ancienne mémoire.

## Apparitions dans d'autres médias
- Donna Troy est jouée par Conor Leslie dans la série Titans. L'épisode Donna Troy de 2018 établit qu'elle est l'ancienne protégée de Wonder Woman, Wonder Girl. Tout comme les origines de la Donna pré-Crisis des comics, elle a été sauvée d'un incendie par Wonder Woman et a passé du temps sur Themyscira[12],[13].